# Cửa

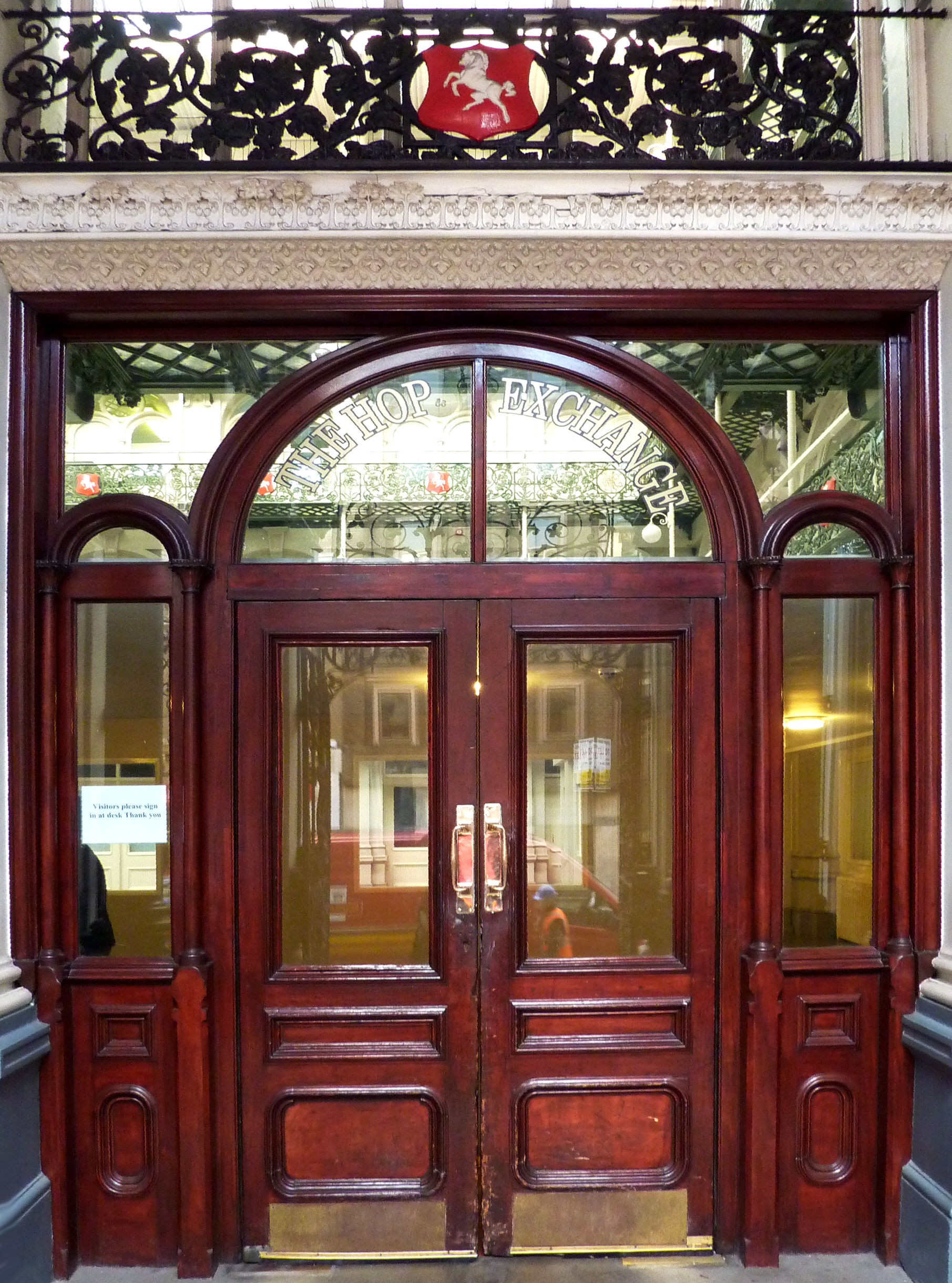
Một cánh cửa theo kiểu châu Âu

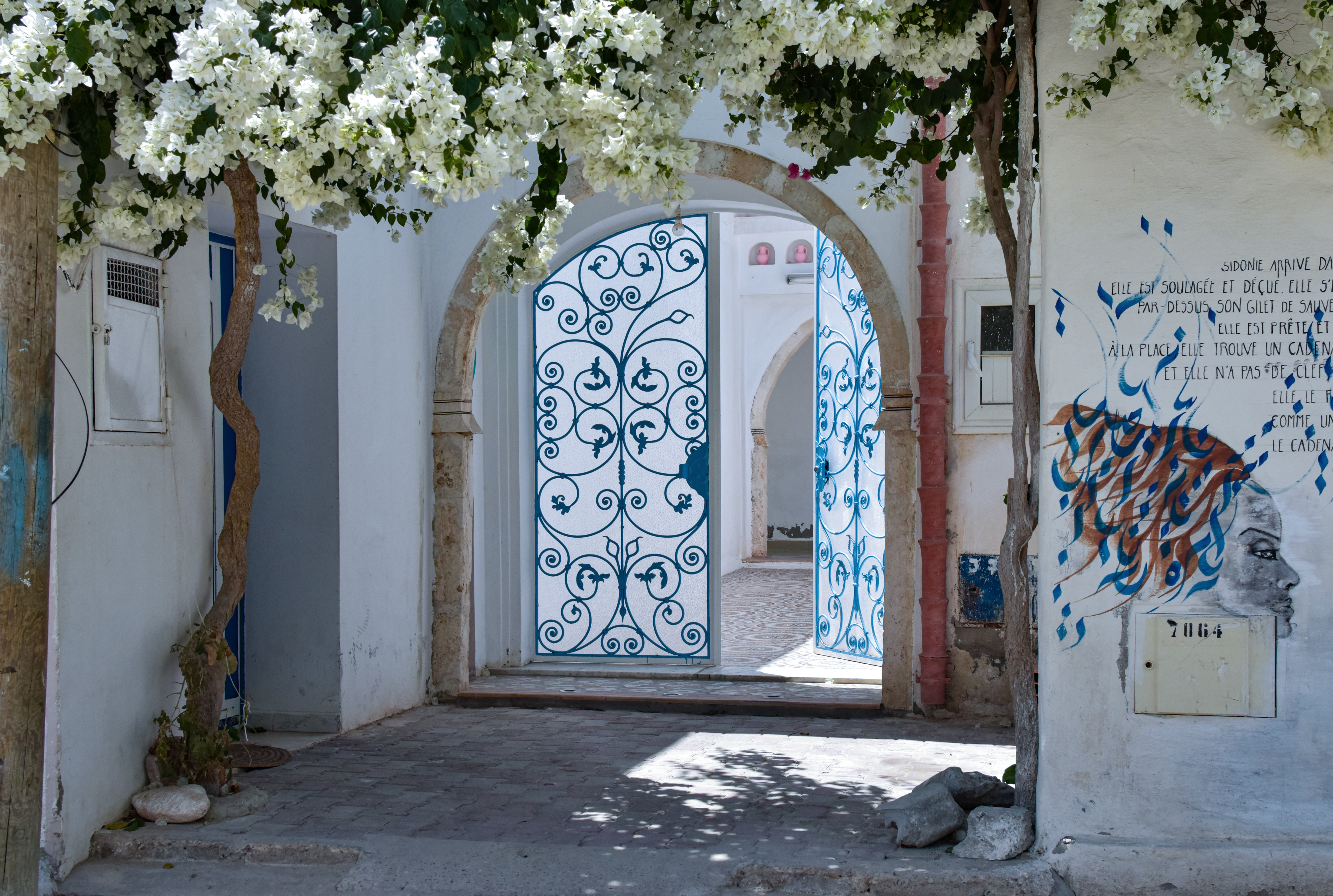
Cửa đẹp

Cửa là một cấu trúc di chuyển được sử dụng để mở hay đóng một lối vào. Cửa thường di chuyển xoay quanh một trục (trụ hay cột) và có bản lề để thay đổi vị trí của các cánh cửa hoặc có thể trượt hoặc xoay bên trong của một không gian nhất định.
Khi mở cửa, công trình (tòa nhà, ngôi nhà...) có thể đón gió và ánh sáng. Cửa đóng lại tạo sự tách biệt tương đối với không gian bên ngoài, chống mưa nắng, giảm bớt tiếng ồn, có tác dụng bảo vệ an toàn, chống trộm cắp, đảm bảo sự riêng tư...
Ngoài ra cửa ra vào là quan trọng trong việc ngăn ngừa sự lây lan của đám cháy. Cửa là một trong những bộ phận gắn liền với ngôi nhà, nó cũng là một trong những nét nhấn, tạo thẩm mỹ cho ngôi nhà.
Cửa có thể được bố trí từ các phía của ngôi nhà, tòa nhà nhưng thường là ở mặt trước (cửa chính, cửa cái, cửa mặt tiền) và cũng được bố trí để ngăn cách giữa các phòng trong một tòa nhà (cửa phòng ngủ, cửa vệ sinh). Trên các cánh cửa thường được lắp các loại phụ kiện như chốt, khóa, tay co, tay kéo...
Cửa có thể làm bằng nhiều loại vật liệu từ tranh, tre, nứa, lá cho đến gỗ, sắt, thép, nhựa, kính....

## Công dụng chính của cửa
Tóm lại, cửa có các công dụng chính như sau:
- Ngăn cách không gian bên trong và bên ngoài, bảo đảm riêng tư cho người sinh sống trong công trình
- Chống mưa nắng, giảm bớt tiếng ồn
- Bảo vệ an toàn, chống trộm cắp
- Cùng với các bộ phận khác của ngôi nhà, tạo nên tính thẩm mỹ cho ngôi nhà...
- Chống cháy lan khi có hỏa hoạn

## Phân loại cửa
Cửa có nhiều loại khác nhau, tùy theo tính chất sử dụng và lắp đặt.

### Phân loại theo kỹ thuật làm cửa và lắp đặt cửa:
- Cửa khép: Là loại cửa thông dụng với cấu trúc là các cánh cửa (một hoặc hai cánh) gắn vào một hoặc hai trục hoặc bám vào tường nhà
- Cửa sập là một cánh cửa được định hướng theo chiều ngang trong một sàn nhà hoặc trần nhà, khi đóng hoặc mở thì có thao tác chuyển động theo chiều dọc của ngôi nhà
- Cửa kéo là loại cửa đóng mở theo chiều ngang của ngôi nhà, thông thường cánh cửa nằm trên một thanh trượt cho phép nó có thể di chuyển tới lui. Cửa lùa là một loại cửa kéo.
- Cửa dành cho vật nuôi là một loại cửa kiểu nắp đậy, thường bằng cao su cho phép vật nuôi (chó, mèo) ra vào và tự động đóng lại bằng lực đàn hồi.
- Cửa xoay: Là loại cửa có các bản lề gắn xoay quanh một trục, khi người bước vào cần đẩy vào cửa
- Cửa tự động: Là các loại cửa được gắn trong thang máy hoặc các công trình hiện đại, tối tân, cửa có gắn bộ cảm ứng, điều khiển cho phép nhận thông tin người đi lại để mở hoặc đóng.
- Cửa cuốn: Là loại cửa có thể cuộn lên xuống, được nhiều gia đình ưa thích sử dụng bởi tính thẩm mỹ và an ninh

### Phân loại theo vị trí sử dụng:
- Cửa chính, cửa mặt tiền: Cửa nằm tại mặt trước, mặt chính của công trình. Đây là vị trí cửa quan trọng nhất, giúp ngăn cách giữa không gian bên ngoài với công trình, cũng là vị trí cần gia tăng các tính năng bảo vệ và thẩm mỹ nhất.
- Cửa phòng ngủ/cửa thông phòng: Là loại cửa ngăn cách giữa không gian các phòng trong một công trình
- Cửa vệ sinh: Loại cửa dành riêng cho phòng vệ sinh trong các công trình
- Cửa ban công: Nằm tại các vị trí ban công, đòi hỏi đảm bảo về yếu tố an toàn
- Cửa sổ: Là loại cửa phụ, được bố trí để lấy ánh sáng và gió, tạo sự lưu thông không khí và ánh sáng cho công trình

### Phân loại theo chất liệu làm cửa:

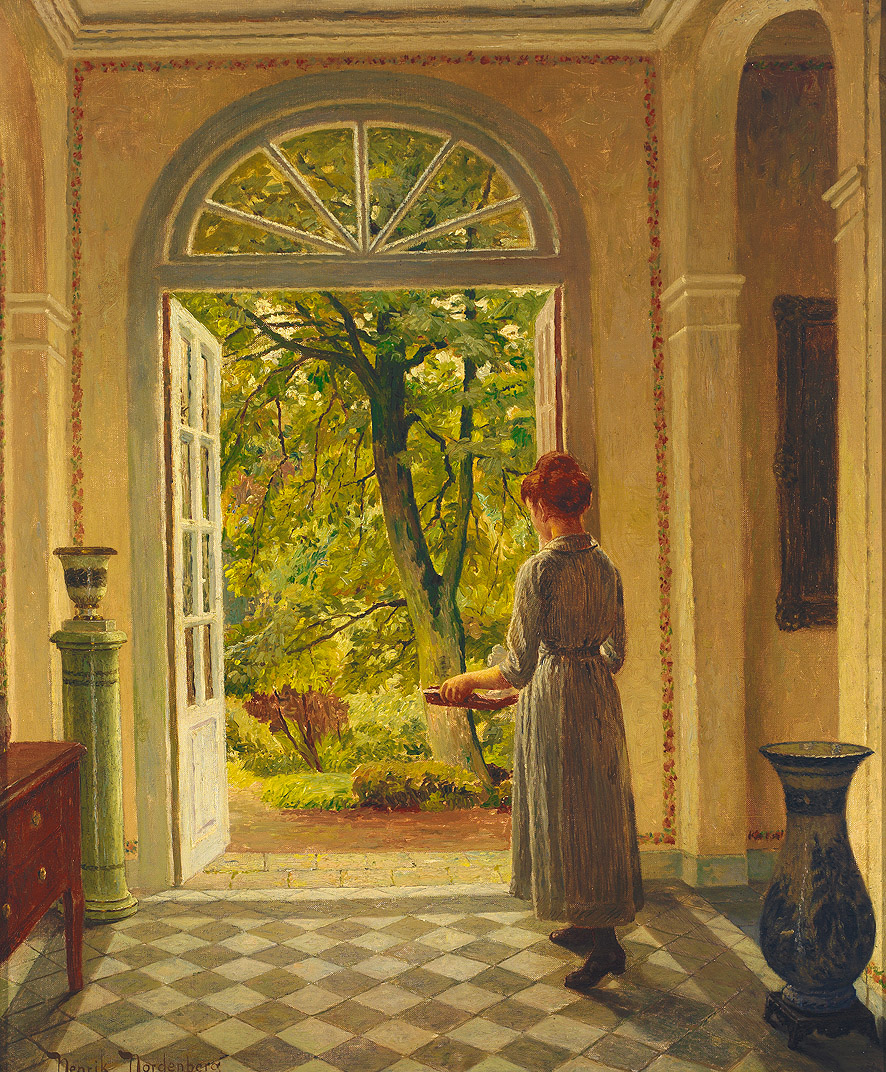
Tranh vẽ một cánh cửa

Hiện tại, ở Việt Nam cũng như các quốc gia khác, có thể phân chia các loại cửa theo các vật liệu làm cửa chủ yếu:
- Cửa gỗ tự nhiên: Ở Việt Nam có nhiều loại gỗ được sử dụng để làm cửa như gỗ căm xe, gỗ lim, gỗ xoan đào... Hiện tại việc làm cửa bằng gỗ tự nhiên đang có xu hướng giảm do sự suy giảm gỗ rừng tự nhiên vì bị cháy rừng, chặt phá rừng...
- Cửa thép: Cửa được làm bằng vật liệu chính là thép mạ điện và giấy tổ ong. Cửa thép được phân thành hai loại: Cửa thép vân gỗ (cửa thép được sơn tĩnh điện màu vân gỗ, chủ yếu dùng cho các công trình nhà dân) và cửa thép chống cháy (sử dụng chủ yếu cho các công trình nhà xưởng, trường học, trung tâm thương mại, quốc phòng và các công trình đặc thù như quán karaoke...)
- Cửa nhựa gỗ composite: Được làm bằng vật liệu mới là nhựa gỗ. Do bản chất của vật liệu, loại cửa này có khả năng chống nước rất tốt, thích hợp với nơi có khí hậu nóng ẩm, mưa nhiều, nồm ẩm như ở Việt Nam.
- Cửa nhôm kính: Cửa làm bằng vật liệu nhôm kính. Loại cửa này có khả năng lấy sáng rất tốt
- Ngoài ra, ở một số vùng nông thôn, miền núi tại Việt Nam vẫn còn một số nơi làm cửa bằng các vật liệu tự nhiên thô sơ như tre, nứa, lá...